# Andersonia (växter)
Andersonia är ett släkte i familjen ljungväxter (Ericaceae). Släktet beskrevs först av Robert Brown och är endemiskt i Västaustralien.

## Arter (urval)[1]
- Andersonia annelsii Lemson
- Andersonia aristata Lindl.
- Andersonia auriculata L.Watson
- Andersonia axilliflora (Stschegl.) Druce
- Andersonia barbata L.Watson
- Andersonia bifida L.Watson
- Andersonia brevifolia Sond.
- Andersonia caerulea R.Br.  - Foxtails
- Andersonia carinata L.Watson
- Andersonia echinocephala (Stschegl.) Druce
- Andersonia fallax Lemson ms
- Andersonia ferricola Lemson
- Andersonia geniculata Lemson
- Andersonia gracilis DC.
- Andersonia grandiflora Stschegl.
- Andersonia hammersleyana Lemson
- Andersonia heterophylla Sond.
- Andersonia involucrata Sond.
- Andersonia latiflora (F.Muell.) Benth.
- Andersonia lehmanniana Sond.
- Andersonia longifolia (Benth.) L.Watson
- Andersonia macranthera F.Muell.
- Andersonia micrantha R.Br.
- Andersonia mysosma Lemson ms
- Andersonia nymphaea Lemson ms
- Andersonia opalescens Lemson ms
- Andersonia parvifolia R.Br.
- Andersonia pinaster Lemson
- Andersonia redolens Lemson
- Andersonia saxatilis Lemson ms
- Andersonia setifolia Benth.
- Andersonia simplex (Stschegl.) Druce
- Andersonia sp. Frankland (W. Jackson BJ8)
- Andersonia sp. Kulin (J.M. Powell 2588)
- Andersonia sp. Lower King (N. Hoyle 1500)
- Andersonia sp. Mitchell River (B.G. Hammersley 925)
- Andersonia sprengelioides R.Br.
- Andersonia virolens Lemson ms